# Serrat de Ramanitxo
El Serrat de Ramanitxo és un serrat del municipi de Conca de Dalt, antigament del d'Hortoneda de la Conca, a l'àmbit del poble d'Hortoneda, però més a prop del de Pessonada.
Està situat a la Serra de Pessonada, en el seu vessant septentrional. És, concretament, un contrafort occidental de la Serra del Banyader. El seu vessant nord és l'Obaga del Pas del Pi, i el sud, la Solana de la Coma de l'Olla.